# Campionato italiano di broomball
Il Campionato italiano di broomball è l'insieme dei tornei di broomball organizzato annualmente dal 1987 dal Comitato Italiano Broomball.

## Campionati maschili
Il campionato maschile si suddivide (dal 2005) in due livelli, Golden League e Silver League, cui si aggiunge la Coppa Italia.

### Struttura
| Livello | Denominazione campionato | Partecipanti |
| ------- | ------------------------ | ------------ |
| 1º      | Golden League            | 6            |
| 2º      | Silver League            | 6            |

## Campionati femminili
Il campionato femminile è composto dalla sola Golden League a sei squadre. Dal 1993 al 2003 la massima serie era a quattro squadre ed era affiancata da una seconda serie denominata campionato regionale.